# Třída Protector (2006)
Třída Protector je třída oceánských hlídkových lodí novozélandského královského námořnictva. Určeny jsou především k průzkumu a námořnímu hlídkování. Celkem byly postaveny dvě jednotky této třídy. Do služby byly přijaty roku 2010. Obě plavidla byla zakonzervována kvůli nedostatku posádek.

## Pozadí vzniku
Oceánské hlídkové lodě třídy Protector byly objednány jako součást novozélandského modernizačního projektu Protector z roku 2002, zahrnujícího ještě čtyři pobřežní hlídkové lodě třídy Protector a HMNZS Canterbury (L421). Hlavním kontraktorem projektu Protector se stala společnost Tenix Defence (nyní BAE Systems Australia), se kterou byl roku 2004 podepsán kontrakt. Část prací na oceánských hlídkových lodí byla zadána novozélandským společnostem. Oceánské hlídkové lodě třídy Protector byly stavěny loděnicemi ve Whangarei a Williamstownu. Postaveny byly dvě jednotky pojmenované HMNZS Otago (P148) a HMNZS Wellington (P55), dodané v roce 2007.
Jednotky třídy Protector:
| Jméno                  | Založení kýlu     | Spuštěna           | Vstup do služby | Status                                             |
| ---------------------- | ----------------- | ------------------ | --------------- | -------------------------------------------------- |
| HMNZS Wellington (P55) | 2. června 2007    | 27. října 2007     | 6. května 2010  | Roku 2022 zakonzervována kvůli nedostatku posádek. |
| HMNZS Otago (P148)     | 16. prosince 2005 | 18. listopadu 2006 | 18. února 2010  | Roku 2022 zakonzervována kvůli nedostatku posádek. |

## Konstrukce

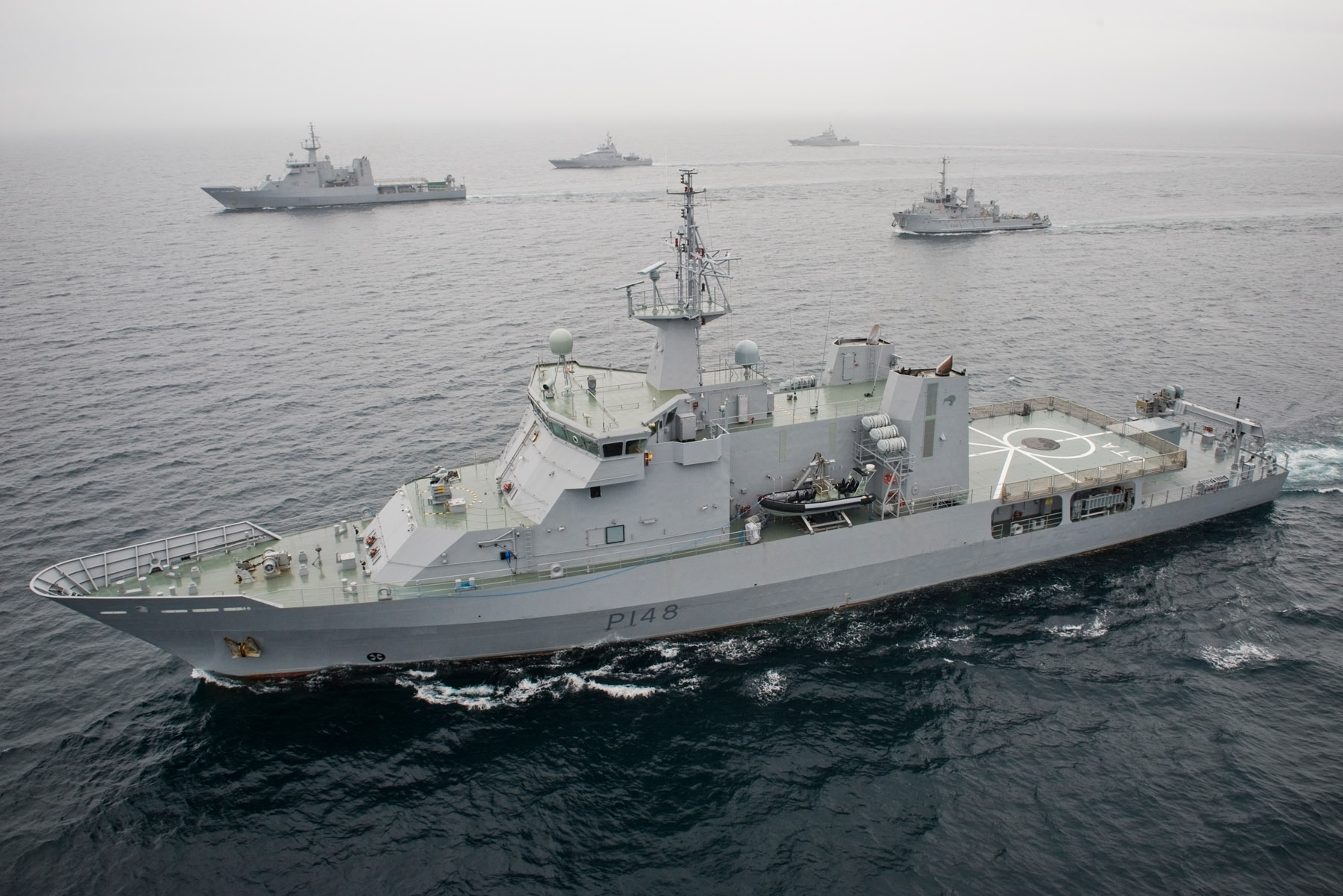
HMNZS Otago (P148)

Pro snížení nákladů je konstrukce navržena dle civilních standardů. Pro obranu slouží jeden 25mm kanón a dva 12,7mm kulomety. Na palubě může přistát vrtulník SH-2G(I) Seasprite. Nejvyšší rychlost dosahuje 22 uzlů.